# Taça das Nações
Taça das Nações (portugisiska för "Nationernas cup") eller "Lilla VM" var en fotbollsturnering som spelades i Brasilien 1964 då Brasiliens fotbollskonfederation firade 50-årsjubileum. De tre inbjudna lagen var Argentina, Portugal och England, och turneringen spelades i Rio de Janeiro och São Paulo i slutet av maj och början av 1964. 
Turneringen ansågs förutspå vilka som skulle bli favoriter att vinna VM 1966 i England, men i matchen mellan England och Brasilien, bröt sig Pelé genom Englands försvar med skicklighet och snabbhet, och den engelske anfallsspelaren Jimmy Greaves svarade: "Pelé befinner sig på en annan blodig planet". Matchen mellan England och Portugal präglades också av kontrovers, då den portugisiske spelaren José Torres riktade ett slag mot domaren, som dömt bort ett portugisiskt mål för offside. Spelaren visades ut, men ansågs kunna vara glad över att slippa livstidsavstängning från fotbollen. Argentina vann turneringen genom att vinna mot Brasilien i São Paulo. Det brasilianska fotbollsförbundet hade redan släppt de brasilianska spelarnas namn på klockorna, avsedda som priser till det vinnande laget.

## Resultat

### Poängtabell
| Nr | Lag       | S | V | O | F | GM | IM | MS | P |
| -- | --------- | - | - | - | - | -- | -- | -- | - |
| 1  | Argentina | 3 | 3 | 0 | 0 | 6  | 0  | +6 | 6 |
| 2  | Brasilien | 3 | 2 | 0 | 1 | 9  | 5  | +4 | 4 |
| 3  | Portugal  | 3 | 0 | 1 | 2 | 2  | 7  | −5 | 1 |
| 4  | England   | 3 | 0 | 1 | 2 | 2  | 7  | −5 | 1 |

### Matchresultat
| 1 | 30 maj 1964 | Brasilien                         | 5 – 1 | England       | Maracanã       |                |
|   |             | Rinaldo Pelé Julinho Roberto Dias |       | Jimmy Greaves | Rio de Janeiro | Rio de Janeiro |
|   |             |                                   |       |               | Rio de Janeiro | Rio de Janeiro |
|   |             |                                   |       |               | Rio de Janeiro | Rio de Janeiro |

| 2 | 31 maj 1964 | Argentina                   | 2 – 0 | Portugal | Maracanã       |                |
|   |             | Alfredo Rojas Alberto Rendo |       |          | Rio de Janeiro | Rio de Janeiro |
|   |             |                             |       |          | Rio de Janeiro | Rio de Janeiro |
|   |             |                             |       |          | Rio de Janeiro | Rio de Janeiro |

| 3 | 3 juni 1964 | Brasilien | 0 – 3 | Argentina                   | Estádio do Pacaembu |           |
|   |             |           |       | Roberto Telch Ermindo Onega | São Paulo           | São Paulo |
|   |             |           |       |                             | São Paulo           | São Paulo |
|   |             |           |       |                             | São Paulo           | São Paulo |

| 4 | 4 juni 1964 | England    | 1 – 1 | Portugal       | Estádio do Pacaembu |           |
|   |             | Roger Hunt |       | Fernando Peres | São Paulo           | São Paulo |
|   |             |            |       |                | São Paulo           | São Paulo |
|   |             |            |       |                | São Paulo           | São Paulo |

| 5 | 6 juni 1964 | Argentina     | 1 – 0 | England | Maracanã       |                |
|   |             | Alfredo Rojas |       |         | Rio de Janeiro | Rio de Janeiro |
|   |             |               |       |         | Rio de Janeiro | Rio de Janeiro |
|   |             |               |       |         | Rio de Janeiro | Rio de Janeiro |

| 6 | 7 juni 1964 | Brasilien             | 4 – 1 | Portugal     | Maracanã       |                |
|   |             | Jairzinho Pelé Gérson |       | Mário Coluna | Rio de Janeiro | Rio de Janeiro |
|   |             |                       |       |              | Rio de Janeiro | Rio de Janeiro |
|   |             |                       |       |              | Rio de Janeiro | Rio de Janeiro |

## Fotnoter
1. ↑  
Taylor, Matthew (2007). The association game: a history of British football. Pearson Education. sid. 286. ISBN 0582505968. http://books.google.ie/books?id=J5oqBHq0XrEC&lpg=PA286&pg=PA286#v=onepage